# がちょう番の女

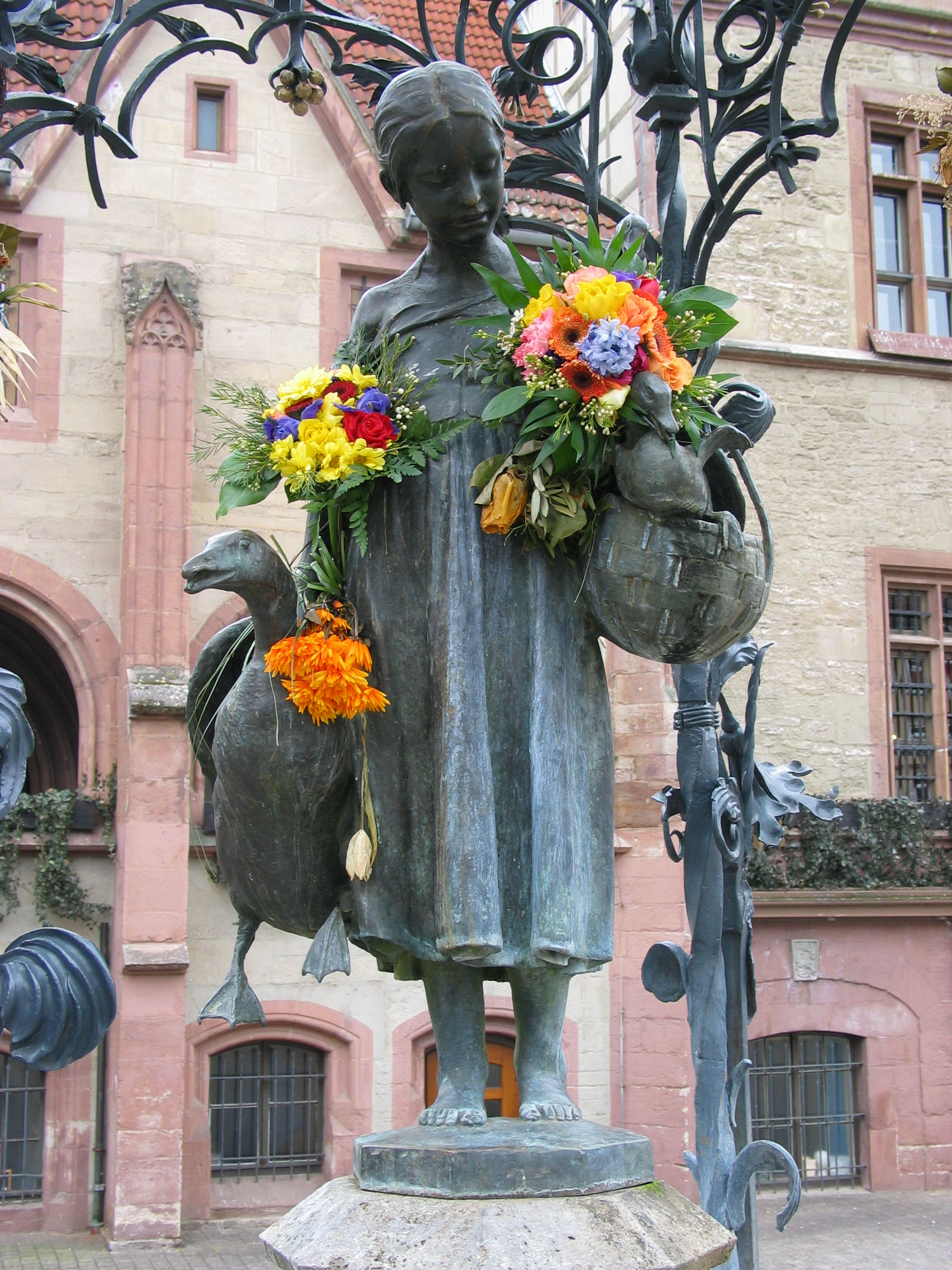
ゲッティンゲンにあるガチョウ娘リーゼルの像。花はゲッティンゲン大学の博士号取得者が贈ったもの

「がちょう番の女」（がちょうばんのおんな、独: Die Gänsemagd、KHM 89）は、グリム童話の一編である。
ドイツ・ゲッティンゲン (Göttingen) には、「ガチョウ番の娘リーゼル（ガチョウ娘リーゼル）」の像があり、ゲッティンゲン大学の学位取得者はこの像にキスをすることが慣例となっている。

## あらすじ
ある国の王女は遠い国へ嫁ぎに行くことになり、お后は嫁入り道具とともに、自分の指を傷つけた3滴の血を染み込ませたハンカチ、人語を話せる馬ファラダに1人の侍女をつけて送り出した。
途中、王女は喉の渇きを癒すため、侍女に川の水を汲むよう命じたが応じなかったため、川に屈んで水を飲んだ際、お后の分身でもあるお守りのハンカチを流してしまった。
それを見た侍女は王女を脅迫して服や馬を自分のものと交換させた上で、王女になりすましたまま、王子のもとへ赴き、花嫁として迎えられた。王女は侍女の命令でがちょう番として雇われることとなった。
侍女は、ファラダの口から真実が漏れることを恐れ、ファラダの斬首を実行した。ファラダの斬首を知った王女は、その首をがちょう番が通る暗い門の下に留めてもらった。
ファラダの首との会話や不思議な力を持つ王女の噂は、がちょう番のキュルト小僧を通じて国王の耳に入り、国王は無人のストーブに向かって話す王女の告白を煙突を通じて聞き取った。
真実を知った国王と王子は、宴の席で侍女を罠にかけ、侍女は自らが提案した罰で処刑され、王子と本物の王女は幸せな生活を送るようになった。